# Holland aranykor
A holland aranykor Hollandia történelmének az önálló államiság kivívásával kezdődő időszaka, ami bő száz évig tartott (nagyjából a 17. században), hihetetlen gazdasági, kulturális, katonai és művészeti fellendülést hozva az újonnan alakult országban.

## Történelem

### Az aranykor kezdete és vége
Kezdetét 1579 és 1609 közé tehetjük:
- 1579-ben alakult meg a Németalföld északi tartományait:
  - Hollandot,
  - Zeelandot,
  - Utrechtet,
  - Gelderlandot,
  - Frízföldet (Friesland),
  - Overijsselt és
  - Groningent tömörítő Utrechti unió,

amit leggazdagabb tartományáról hamarosan Hollandiának kezdtek nevezni;
- 1609-ben kötötték meg azt a 12 évre szóló fegyverszünetet Spanyolországgal, amelyben a spanyolok de facto elismerték Hollandia függetlenségét.

Az aranykor végének nagyjából 1688-at, a pfalzi örökösödési háború (1688–1697) kezdetét tekinthetjük.

## Gazdaság, külterületek
A 17. század a sikerek kora volt, és ezt az alapozta meg, hogy Hollandia lett az atlanti és a balti kereskedelem találkozópontja, majd ezt kihasználva Európa pénzügyi központja. Sok közgazdász szerint Hollandia volt a világ első tőkés országa.

### Mezőgazdaság
A földek szűkössége kikényszerítette a technológia állandó fejlesztését, mind hatékonyabb megoldások kiötlését és bevezetését. Kiemelendő a vetésforgó, ami lehetővé tette, hogy ne kelljen a földeket parlagon pihentetni, hanem az étkezési növények vetése/ültetése közti időszakokban azok regenerálódását takarmánynövények (például pillangósvirágúak) vetésével még gyorsítsák is. Az alacsony terméshozamú, külterjesen művelt gabonafélék helyett mindinkább a lényegesen nagyobb hozzáadott értékű zöldség- és gyümölcstermesztésre, valamint az exportképes kertészetre (ennek egyfajta szimbóluma a tulipánhagyma termesztése) álltak át.
A takarmánynövények termesztése egyúttal lehetővé tette, hogy mindinkább átálljanak az egész éves állattartásra (korábban a legtöbb állatot ősszel levágták).
Az egész országban általánossá vált a trágyázás, az öntözés és a belterjes állattartás (istállózás). Elkezdték gépesíteni a mezőgazdaságot; ennek fontos lépcsője a cséplőgép feltalálása (1636).
A szél energiáját nemcsak a malmokban használták fel, hanem vízátemelésre, a vizek elvezetésére is; így alakult ki a jellegzetes, „szélmalmos” holland táj. A csatornarendszert nemcsak a vizek elvezetésére használták, hanem a mezőgazdasági termékek szállítására is.
Ezek együttes eredményeként:
- a kor Európájában szokatlan módon nemcsak a városi, de a vidéki lakosság életszínvonala is nőtt;
- a parasztok (máshol egyre inkább lenézett) munkáját továbbra is megbecsülték.

### Ipar
Az ipari fejlődés hajtóereje a mezőgazdaság terméktöbblete és ezzel a fizetőképes kereslet megjelenése volt. A mezőgazdasági gépipar és az élelmiszeripar után a luxuscikkek gyártása futott fel különösen erőteljesen. A sajátos „hollandikumok”:
- agyagpipa,
- fajansz,
- sajt stb.

egész Európába eljutottak. Amszterdam lett a drágakőcsiszolás világközpontja. Az egyéb iparágak fejlődését azonban éppen a holland gazdaság (és gazdagság) fő motorjává vált közvetítő kereskedelem dominanciája akadályozta.

### Külbirtokok
Az ország intenzív és sikeres gyarmatosításba kezdett. Megalapították:
- 1602-ben a Holland Kelet-indiai Társaságot (Vereenigde Oostindische Compagnie avagy VOC),
- 1621-ben a Holland Nyugat-indiai Társaságot (West-Indische Compagnie avagy WIC),

és hajósaik a számos földrajzi felfedezés (a Csendes-óceán szigetei, Ausztrália stb.) mellett értékes monopóliumokat szereztek, egyebek között a kizárólagos kereskedelem jogát Japánnal.
A holland gyarmatok:
- Holland Kelet-India (Nederlands Oost-Indië, 1596-tól, Indonézia elődje),
- Holland-Guyana, a mai Suriname (1602);
- 1623–1654 között megpróbálták elhódítani a portugáloktól Brazíliát.
- Holland Nyugat-India (később Holland Antillák):
  - 1632: Sint Eustatius,
  - 1632–1654: Tobago,
  - 1634: Curaçao,
  - 1640: Saba;
- Ceylon és 9 város Indiában (1644);
- egy kisebb gyarmat Brazíliában (1630–1654);
- Tajvan (1624–1662);
- a Hudson-folyó völgye Észak-Amerikában (1616–1667);
- Afrikában:
  - 1637: Elmina,
  - 1640: São Paolo de Loanda,
  - 1641–1643: São Tomé,
  - 1652: Fokföld.

### Kereskedelem, szállítás
Amszterdam lett az újkori Európa leggazdagabb kereskedővárosa; a hollandok „kereskedő néppé” váltak. Ennek hajtóereje a távoli és ezért értékes fűszernövények (bors, szerecsendió stb.) és élvezeti cikkek (tea stb.) kereskedelme volt, majd egyre inkább Hollandia vált az egész világ teherszállítójává – ez a kereskedelmi túlsúly robbantotta ki az angol–holland háborúkat. Alapelvük a szabad kereskedelem volt, ezért hajóik rendszeresen szállítottak árukat a Hollandiával éppen hadban állító országokba is. Ez ellen a vetélytársak protekcionista intézkedésekkel védekeztek; ezek jellegzetes példája az első angol–holland háború előtt kibocsátott Navigation Act.

### Szolgáltatások
Amszterdamban nyílt meg az első, folyamatosan működő tőzsde is. Az árutőzsde korai szakaszának leghíresebb epizódja az 1636-37-es tulipánmánia, aminek végén teljes vagyonok úsztak el, amikor az irreálisan magasra kúszott árak hirtelen összeomlottak. Az értéktőzsdére először a Kelet-, illetve a Nyugat-Indiai Társaság részvényeit vitték be. Megkezdődtek a tőzsdespekulációk: Isaac le Maire részvényeket eladva leszorította azok árát, majd a nyomott árfolyamon többet vásárolt vissza.
A kereskedelemmel felvirágoztak a biztosítók, nyugdíjalapokat hoztak létre, megkezdődtek a gazdasági ciklusok.

## Állami intézményrendszer, belpolitika
Németalföldön a függetlenségi mozgalom egyik hajtóereje az volt, hogy a tartományt megöröklő és hitbuzgó katolikus spanyol uralkodók kegyetlenül elnyomták a mind jobban terjedő protestantizmust. Ezért a reformáció vált a függetlenségi törekvések összefogó erejévé, és a függetlenné válás után csak a lakosság törpe kisebbsége maradt katolikus. Őket azonban egyáltalán nem üldözték; a holland polgári berendezkedés egyik alapelve a vallási türelem volt. Ez a berendezkedés rendkívül előnyös volt a zsidóknak is, úgyhogy a más országokból (kiváltképp Spanyolországból elűzött zsidók tömegesen települtek át Hollandiába (főleg Amszterdamba).
A hét tartomány nem hozott létre egységes állami intézményrendszert: mindegyik maga határozta meg szervezetét, és nemcsak bel-, de sokszor még külpolitikáját is. Nemcsak hogy egységes gazdaságpolitikájuk nem volt, de még pénzt is önállóan vertek. Nem volt egységes hivatali rendszer; a hét tartomány önállóan, „ki-ki a maga szájíze szerint” építette ki közigazgatását. A rendi gyűlésben minden tartománynak egy-egy szavazata volt, és mivel a döntéshez a hét tag egyetértése kellett, a gyűlés gyakorlatilag határozatképtelen volt.
A végrehajtó hatalom egy 12 tagú tanács kezében összpontosult; ennek elnöke a kormányzó volt, de ő ténylegesen csak háborús időkben irányíthatta a tartományokat. A század első felében az Orániai-ház adta a kormányzókat, de az elvesztett első angol–holland háború után a hollandok vállalták, hogy több orániait nem választanak kormányzóvá, úgyhogy ezt a tisztséget 1650–1672 között nem töltötték be. Az elvileg 1672–1702 között kormányzó Orániai Vilmost 1689-ben Nagy-Britannia királyává választották, és a perszonálunió idején csak a távolból (tehát gyakorlatilag nem) „irányította” a tartományokat.

## Külpolitika, háborúk

### A németalföldi szabadságharc vége
1621-ben Hollandia bekapcsolódott Spanyolország ellen a harmincéves háborúba. A hollandok természetesen nem annyira a szárazföldi, mint inkább a tengeri hadműveletekben jeleskedtek. E tevékenységük megkoronázásaként 1639. október 21-én Maarten Tromp admirális (a holland flotta de Ruyter előtti legnagyobb tengernagya) teljesen szétverte a második Armadát: a hollandok a 70 sorhajóból 56-ot elfogtak, elsüllyesztettek vagy felgyújtottak. Valószínűleg ez volt a vitorlások korának legátütőbb, legteljesebb győzelme: eredményeként a spanyol tengeri hatalom gyakorlatilag megszűnt, a tengerek urává Hollandia vált. Az 1641 januárjában függetlenné vált Portugália nagyon féltette brazíliai birtokait Hollandiától, és 1641. május–júniusban több szerződésben az éppen érvényes határokat elismerve általános érvényű békét kötött vele.
A harmincéves háborút lezáró vesztfáliai békében (1648) nemcsak Spanyolország ismerte el Hollandia függetlenségét, de azt is kimondták, hogy az ország a Német-római Birodalomnak sem része.
Mivel úgy látszott, hogy Hollandia tengeri hatalmát komolyabban senki sem veszélyezteti, a holland admiralitások (a hét tartománynak külön-külön flottája volt) takarékossági okokból a legtöbb hadihajót leszerelték, majd eladták. Az angolok eközben gyorsan fejlesztették flottájukat, és nagyobb részt követeltek maguknak a tengeri kereskedelemből. A 17. század második felére e két tengeri hatalom hektikusan változó szövetségi rendszerekben meg-megújuló küzdelme nyomta rá bélyegét.

### Az angol–holland háborúk
A három angol-holland háborúból:
- 1652–1654,
- 1665–1667;
- 1672–1674

kettőt (a másodikat és a harmadikat) a tengeren egyértelműen a hollandok nyertek, a stratégiai győztes azonban egyértelműen Anglia lett – nemcsak az észak-amerikai holland gyarmatokat szerezte meg (Új-Amszterdammal, a későbbi New Yorkkal), de azt is sikerült elérnie, hogy a második háború után mellé álljanak a korábban (leginkább csak elvileg) a hollandokat támogató franciák, és e két, jóval népesebb ország szárazföldi erőivel a hollandok nem vehették fel a versenyt. Ahogy a szinte kizárólag tengeren vívott angol–holland háborúkat felváltották a szárazföldön zajló francia–holland háborúk, úgy hanyatlott le Hollandia csillaga.

### A francia–holland háborúk
A három francia–holland háború:
- Francia–holland háború (1672–1679),
- Pfalzi örökösödési háború (1688–1697),
- Spanyol örökösödési háború (1701–1713)

pusztításainak eredményeként Hollandia fokozatosan elvesztette nagyhatalmi szerepét; több európai állam katonailag és gazdaságilag is megelőzte. A század végén középszerűvé süllyedt (pedig ekkor az angolok már inkább őket támogatták a franciákkal szemben).

## Tudományok
Jelentős mértékben a Spanyolországból elűzött és letelepült zsidóknak köszönhetően Hollandia egyértelműen a kor vezető tudományos hatalmává vált. Közoktatása messze felülmúlta a többi országét: szinte mindenki tudott írni és olvasni.
Az ország leghíresebb felsőoktatási intézménye a leideni egyetem volt, ahol főleg a nyelvtudományt, az államtudományokat és a természetismeretet művelték kiemelkedő színvonalon.

## Művészetek
A művészettörténet a 19-20. század fordulójáig afféle elfajzott, a reneszánszénál kisebb értékű, önállótlan művészeti korszaknak tekintette a barokkot. Ezen téves értékítélet felülvizsgálata a német nyelvterületen
- az építészetben Heinrich Wöfflin (A reneszánsz és a barokk, 1888),
- a képzőművészetekben Wilhelm von Bode (Rembrandt és kortársai, 1906)

munkásságának hatására kezdődött el.

### Iparművészetek
A jóléttel járó kereslet elképesztő mértékben fellendítette az alkalmazott művészeteket:
- műbútor-asztalosság,
- porcelánkészítés,
- nyomdászat,
- térképművészet,
- üvegmetszés,
- ötvösművészet,
- drágakőcsiszolás stb.

### Képzőművészetek
Az északi és déli tartományok különválása (1579) után az egykori Németalföld két részében a művészetek nemcsak tartalmilag, de technikailag is eltérő irányban fejlődtek tovább. Délen a rajzművészet a festőművészet afféle szolgálólányaként alárendelt szerepet játszott, északon azonban rajz, a sokszorosított grafika és rézmetszet fokozatosan önálló művészeti ággá vált, és fejlődésének csúcspontját Rembrandt Harmensz van Rijn művészetében érte el. Legnagyobb festőjéről a művészetekben a holland aranykort gyakorta „Rembrandt korának” nevezik.

### Festészet, rajz
Mivel a protestánsok kitiltották a képeket a templomokból, a művészek megrendelői mindinkább a gazdagok lettek – méghozzá az ország polgári jellegének megfelelően nem annyira az arisztokraták, mint inkább a polgárok. Szükségképpen jelentősen átalakult a művek témaválasztása: visszaszorultak az egyházi, illetve biblikus motívumok, de jelentősen megnőtt a portrék száma, majd valamivel később a mindennapi élet mozzanatait ábrázoló alkotásoké, amelyek főleg a műhelyek, vendégszobák, étkező vagy tanácskozó helyiségek, kocsmák és egyletek falait díszítették. Kialakult és kivirágzott egy új műfaj: a zsánerkép, aminek három legnagyobb mestere Vermeer, Jan Steen és Frans van Mieris volt. A megrendelők és velük a megrendelések tömege rengeteg művész megélhetését biztosította: a században mintegy 3000 holland festő alkotott.
Rembrandt mellett a kor további jelentős alkotói:
- Ludolf Bakhuizen tengerfestő
- Abraham van Beijeren csendéletfestő
- Ferdinand Bol portréfestő
- Gerard ter Borch (I) festő, grafikus és gyűjtő
- Gerard Terborch zsánerfestő
- Jan van de Cappelle tengerfestő
- Aelbert Cuyp tájképfestő
- Abraham van Dijck történeti és életképfestő
- Gerard Dou portré- és életképfestő
- Barent Fabritius történeti, portré- és életképfestő
- Carel Fabritius történeti, tájkép- és életképfestő
- Johannes Fabritius csendéletfestő
- Frans Hals portréfestő
- Willem Claesz Heda csendéletfestő
- Jan van Goyen tájképfestő
- Pieter de Hooch zsánerfestő
- Willem Kalf csendéletfestő
- Judith Leyster
- Nicolaes Maes zsánerfestő
- Gabriel Metsu zsánerfestő
- Frans van Mieris
- Aert van der Neer
- Adriaan van Ostade zsánerfestő
- Isaak van Ostade zsánerfestő
- Paulus Potter tájképfestő
- Jacob Isaakszoon van Ruisdael tájképfestő
- Salomon van Ruysdael tájképfestő
- Hercules Seghers
- Jan Porcellis tengerfestő
- Jan Steen zsánerfestő
- Willem van de Velde (1611–1693) tengerfestő
- Willem van de Velde (1633–1707) tengerfestő
- Jan Vermeer van Delft zsánerfestő
- Simon de Vlieger tengerfestő
- Emanuel de Witte épületfestő
- Philips Wouwerman tájképfestő stb.